# Nacowci
Nacowci (bułg. Нацовци) – wieś w Bułgarii, w obwodzie Wielkie Tyrnowo, w gminie Wielkie Tyrnowo. W 2024 roku liczyła 69 mieszkańców.